# Impacto do aquecimento global no patrimônio histórico e cultural

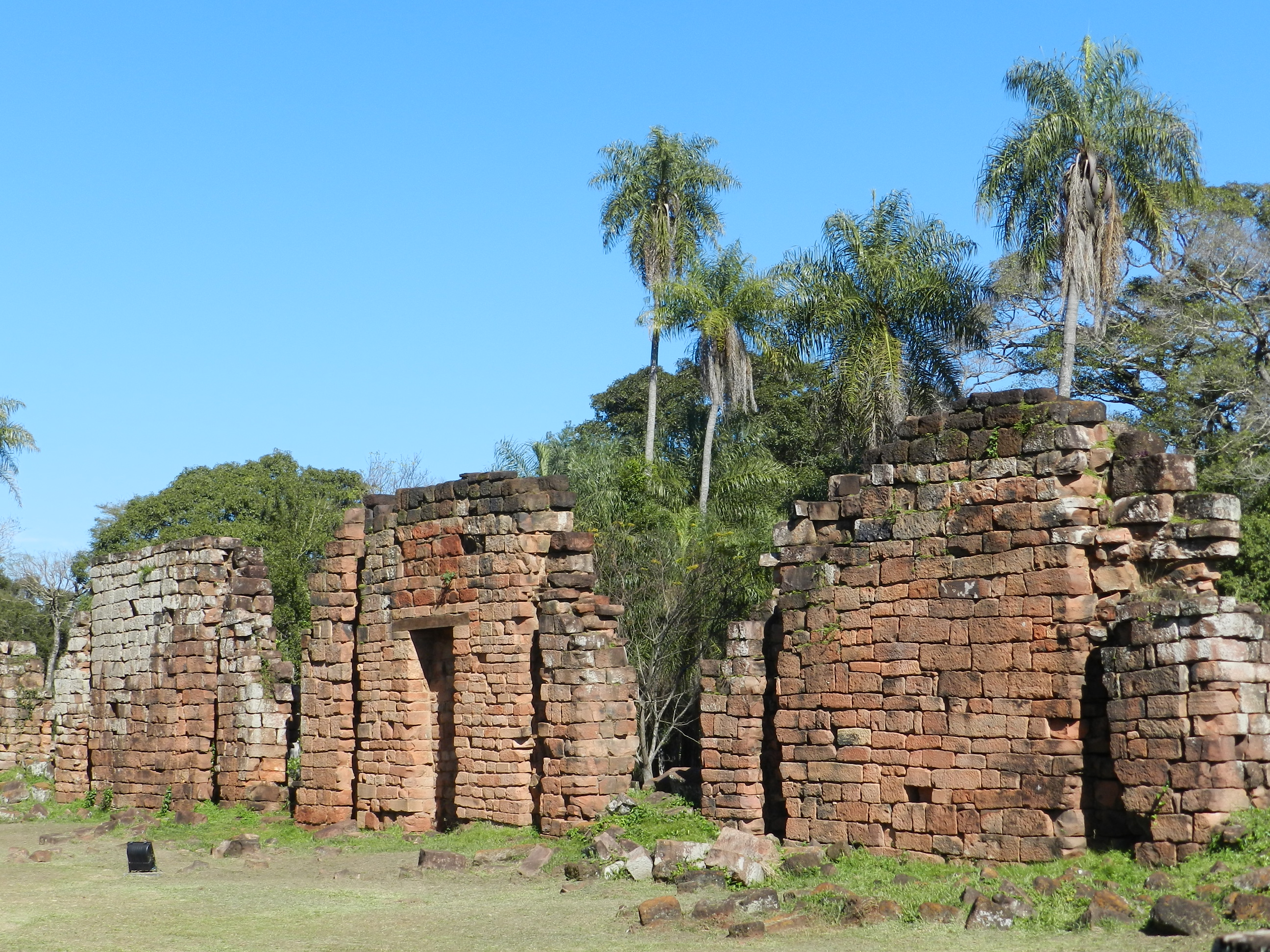
Ruínas da Missão Jesuítica de Santa Ana, na Argentina, declaradas Patrimônio da Humanidade, mostrando grande acúmulo de vegetais. Num clima mais quente e úmido o crescimento de vegetação, líquens, fungos e musgos (biomassa) sobre patrimônio edificado se acelera. Essas mudanças climáticas também impõem maior estresse físico às estruturas, fatores que em conjunto aumentam os problemas de conservação.

Os impactos do aquecimento global sobre o patrimônio histórico e cultural são um dos aspectos da mudança climática menos compreendidos e estudados. Não obstante, seus efeitos são vastos, implicando um empobrecimento generalizado da memória coletiva armazenada em arte, cultura, tradições, ruínas, sítios arqueológicos e edificações históricas em geral. O aquecimento desencadeia uma série de alterações ambientais, biológicas, sociais, políticas e econômicas que repercutem de maneira negativa sobre obras e estruturas criados pelo homem ao longo de sua história para a construção e fixação de símbolos, valores e identidade que dão sentido e vitalidade às suas culturas. As perdas patrimoniais já ocorridas foram vastas e devem aumentar no futuro próximo se as causas do aquecimento não forem combatidas imediata e agressivamente.

## O aquecimento global
O aquecimento global é o processo de elevação da temperatura da superfície terrestre observado desde o século XIX e que tem acelerado dramaticamente ao longo dos últimos 50 anos. Ele é causado principalmente pelo aumento maciço nos níveis de emissão de gases estufa, que impedem a dissipação do calor terrestre para o espaço. Esses gases, dos quais os mais importantes são o gás carbônico e metano, têm sua origem nas atividades humanas, principalmente no uso de combustíveis fósseis e em mudanças no uso da terra como o desmatamento e o uso de agrotóxicos.
Os efeitos do aquecimento são vastos, profundos e onipresentes, provocando uma grande modificação em escala planetária nos parâmetros climáticos, físicos, químicos e biológicos que mantêm a biosfera e os ecossistemas em equilíbrio. Em termos práticos, isso significa a subida do nível do mar, intensificação de eventos climáticos extremos como tempestades, chuvas torrenciais, ressacas e ondas de frio e calor, modificação no padrão das chuvas, da umidade atmosférica, dos ventos e das correntes marinhas, mudança no ritmo e características das estações, e redução dos ambientes frios, dos recursos naturais e da biodiversidade. Esses processos atuam em combinação, criando efeitos de cascata que amplificam os impactos.
Para a sociedade os resultados dessas mudanças são igualmente vastos e múltiplos, implicando em crescentes problemas para a produção de alimentos e bens de consumo, para a economia em geral, a segurança e bem-estar social, a estabilidade política e a saúde pública, entre outros. As melhores sínteses científicas sobre o tema são unânimes em afirmar que o aquecimento global é a mais dramática e importante ameaça que o mundo enfrenta. Estudos recentes vão além, dizendo que a combinação de superpopulação humana, degradação ambiental e mudança climática, com seu efeito aumentar os desastres naturais, a pobreza, a fome e os riscos de conflitos violentos, além de desestruturar todas as cadeias produtivas, que dependem fundamentalmente da natureza e dos seus recursos, pode acarretar o colapso dos Estados organizados e o fim da civilização como a conhecemos.

## Aquecimento e patrimônio histórico e cultural
Embora desde a década de 1980 o tema do aquecimento já seja objeto de uma vasta quantidade de estudos e seus efeitos já tenham sido solidamente delineados pela ciência, em relação ao patrimônio histórico e cultural as pesquisas ainda estão em sua fase inicial. Somente em 2005 o tema foi levado ao conhecimento da UNESCO por um grupo de organizações e indivíduos interessados, dali começou a ser divulgado em outros fóruns de discussão, e uma política oficial foi aprovada pela UNESCO na 16ª Sessão da Assembleia Geral de 2007.

### Patrimônio edificado

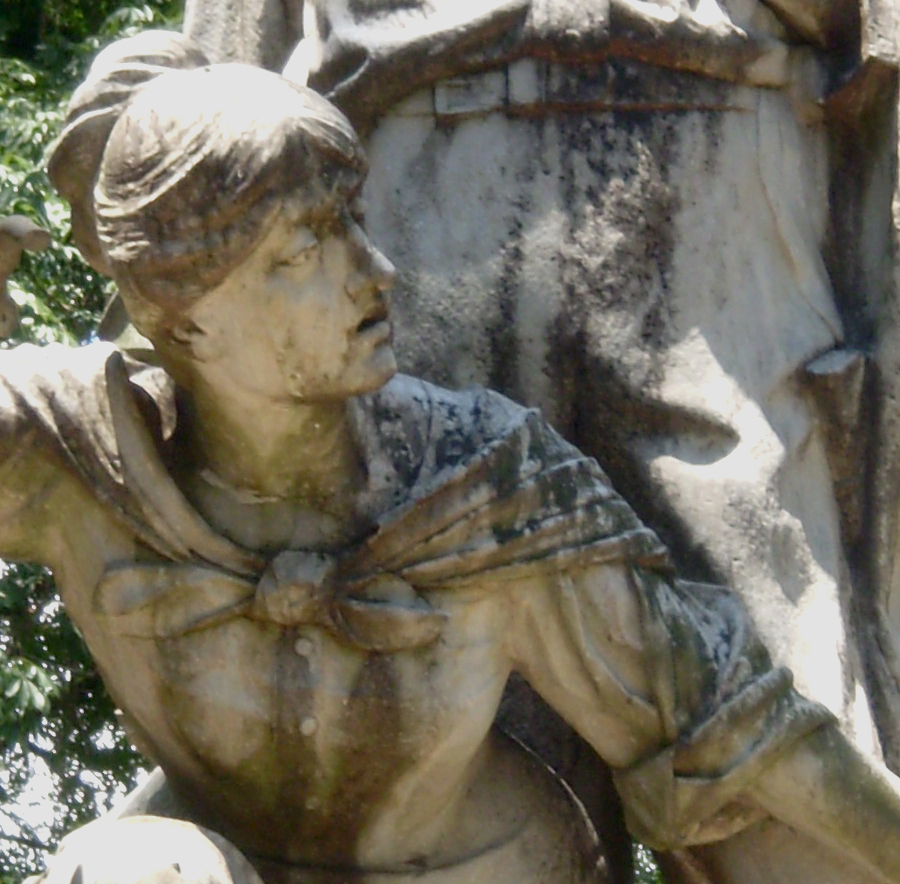
Efeitos da poluição atmosférica e da chuva ácida sobre o monumento a Anita e Giuseppe Garibaldi em Porto Alegre. Nota-se forte escurecimento em algumas áreas pela impregnação de poluentes microparticulados. No grande aumento percebe-se também erosão e granulação da superfície por causa da chuva ácida.

As estruturas históricas e artísticas construídas pelo homem — como casarios, palácios, templos, monumentos — são afetadas de uma variedade de maneiras pelos efeitos do aquecimento. Edifícios antigos são em geral mais permeáveis que os modernos, e um aumento na umidade e temperatura atmosféricas aumenta o risco de infiltrações, impregnação salina e acúmulo de biomassa sobre as superfícies. Inundações podem danificar materiais de construção não planejados para suportar imersão prolongada e chuvas torrenciais aumentadas em geral acarretam grandes danos em cidades históricas. A chuva ácida e mudanças bruscas na temperatura e umidade determinam a fragilização de uma série de materiais de construção, a corrosão de superfícies e a perda de detalhes em relevos arquitetônicos, monumentos, sítios arqueológicos e obras de arte ao ar livre. Tempestades mais fortes implicam ainda em maiores níveis de destruição de estruturas humanas.
Os diferentes materiais nas diferentes regiões do mundo responderão a um clima modificado de formas novas, às quais as populações locais que cuidam de sua conservação não estão acostumadas. Por exemplo, as madeiras usadas em regiões frias ficam mais vulneráveis ao ataque de cupins e fungos à medida que a temperatura aumenta, enquanto que em zonas quentes o calor maior pode levar a um ressecamento e perda de resistência e flexibilidade. Estruturas construídas em barro são prejudicadas com o aumento na precipitação e na umidade, e alguns tipos de pedra têm sua longevidade reduzida e porosidade modificada sob novos estressantes térmicos, higroscópicos e mesmo biológicos (acumulação de biomassa). Mudanças na umidade, estabilidade e arejamento dos solos devem afetar a estabilidade e longevidade dos sítios arqueológicos subterrâneos e dos alicerces de estruturas construídas sobre o solo.

### Paisagens culturais
As paisagens culturais, que combinam elementos naturais e construídos, são afetadas da mesma maneira como sofrem o patrimônio edificado e as florestas e outros ecossistemas, perdendo sua riqueza e integridade, das quais depende diretamente seu valor cultural. A maior parte desses locais é mantida graças às rendas geradas pelo turismo, mas à medida que as paisagens se degradam, seu interesse diminui, os turistas desparecem e o financiamento para a preservação vai secando, gerando um efeito de cascata que resulta em abandono e por vezes degradação irreversível. O clima define decisivamente a duração e a qualidade das estações turísticas e afeta as operações e viagens. Também do clima dependem as atividades de lazer e recreação ao ar livre.
Paisagens e conjuntos históricos localizados nos litorais são ameaçados pela subida do nível do mar, pela erosão costeira, pela impregnação salina e pelo aumento na intensidade e frequência de tempestades marinhas e ressacas. Como a elevação do nível do mar deve se tornar importante a partir do século XXII, prevê-se que um vasto número de cidades históricas e paisagens culturais costeiras sejam inundadas em graus variáveis, acarretando danos culturais e patrimoniais incalculáveis. Os projetos de larga escala para a contenção do avanço das águas têm custos astronômicos, poucos governos têm condições de arcar com eles, e mesmo países ricos só podem implementar tais medidas em locais de importância superlativa, deixando muitos outros conjuntos desprotegidos.

### Coleções

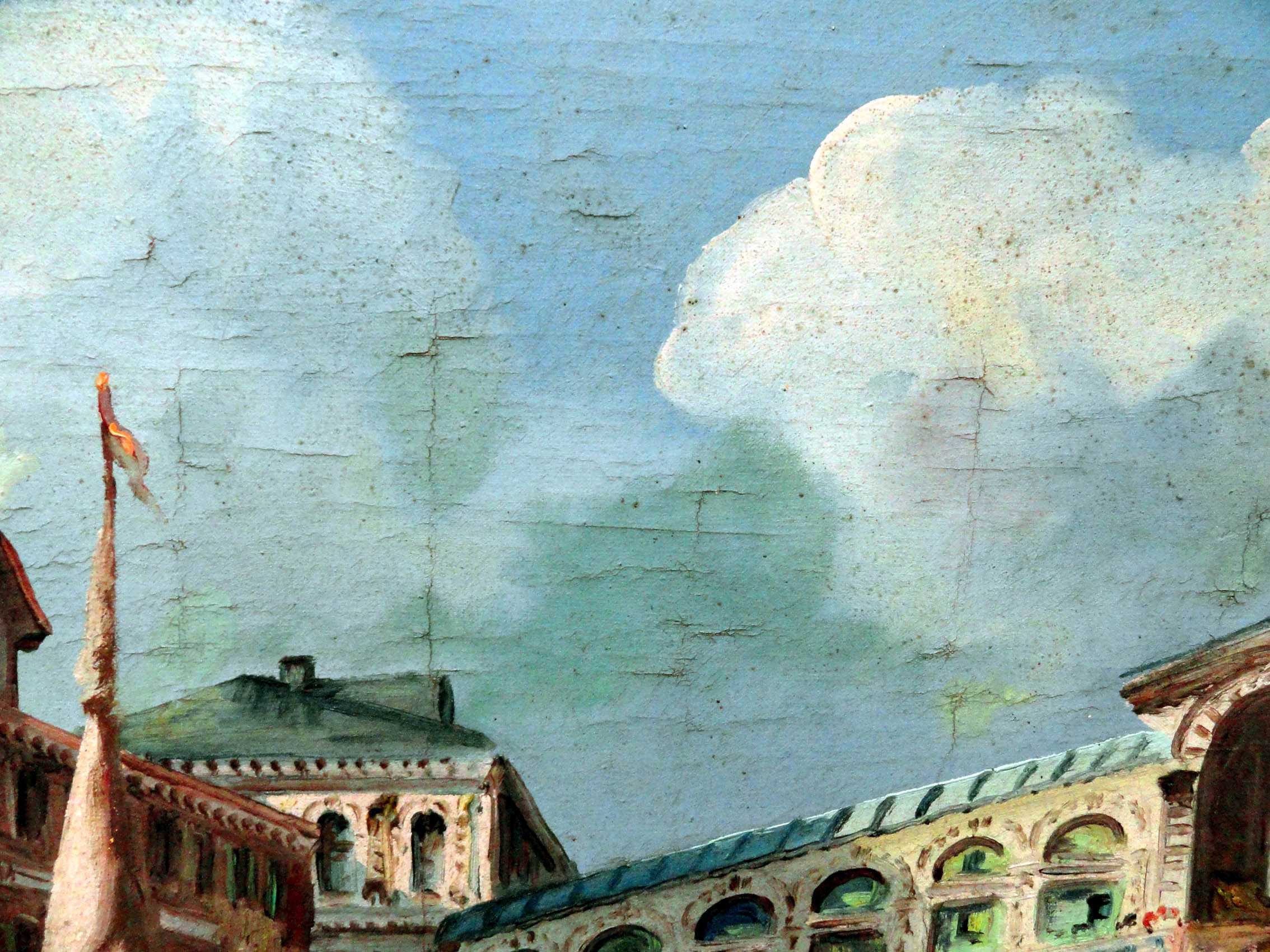
Detalhe de pintura danificada por fungos e umidade.

A integridade e longevidade dos bens artísticos e históricos e de documentos preservados em museus, arquivos e outras coleções dependem diretamente de condições ambientais estáveis, definidas dentro de parâmetros muito estreitos, em geral uma temperatura mantida constantemente em torno de 20 °C e um nível de umidade atmosférica em torno de 50%. Esses níveis nunca permanecem estáveis no clima do mundo e o aquecimento global tende a fazer com que as variações sejam incomumente acentuadas e bruscas. A velocidade das reações químicas e físicas que causam a degradação dos materiais aumenta com a subida da temperatura e umidade, e ambientes úmidos e quentes favorecem a infestação por pragas biológicas como cupins e mofo. Embora os grandes museus em geral disponham de sistemas de controle do ambiente interno, museus pequenos muitas vezes não podem manter esses equipamentos, que são caros e de manutenção complexa. Nos países mais pobres a situação naturalmente é ainda mais problemática, e coleções privadas em sua maciça maioria também são desprotegidas contra as variações do clima. De modo geral os riscos para os acervos e os custos de sua conservação vão aumentar em todo o mundo, mesmo em países com uma sólida economia. Alguns materiais de conservação e restauro que são obtidos da natureza, como resinas, ceras, pigmentos, madeiras especiais e outros, podem se tornar raros e de difícil aquisição em um mundo com ecossistemas em declínio.

### Sociedades e culturas tradicionais e patrimônio imaterial
A degradação do clima e do ambiente têm um impacto profundo sobre sociedades e culturas tradicionais, que em geral são intimamente dependentes da natureza e dela retiram, mais do que materiais para sua sobrevivência e para suas produções artesanais e artísticas, valores intangíveis em termos religiosos, estéticos, afetivos, psicológicos, linguísticos, identitários, sociais e políticos. Os patrimônios material e imaterial são intimamente vinculados, e perdas em um implicam em perdas no outro. Sociedades tradicionais, onde se incluem os povos indígenas e outras minorias culturais, são fortemente ligadas à sua terra de origem, mas com o aumento nas migrações forçadas pelas mudanças climáticas, são abandonados sítios históricos e os valores que definem tais sociedades são abalados. Quando chegam em novas áreas de instalação, essas populações de refugiados climáticos muitas vezes enfrentam a discriminação das populações residentes e a concorrência pela sobrevivência mais básica, produzindo conflitos diversos. A perda de valores imateriais não pode ser compensada financeiramente, e por regra desencadeia uma série de outros problemas, como aumento da pobreza, da violência doméstica, de doenças psicológicas, do alcoolismo e do consumo de drogas. O declínio ou desaparecimento de espécies selvagens associadas a valores culturais, afetivos ou religiosos também acarreta danos à cultura e às tradições. Segundo a UNESCO, "a mudança climática produzirá impactos em aspectos sociais e culturais, com comunidades mudando as maneiras como vivem, trabalham, cultuam e socializam em seus edifícios, sítios e paisagens".

### Cultura mundial

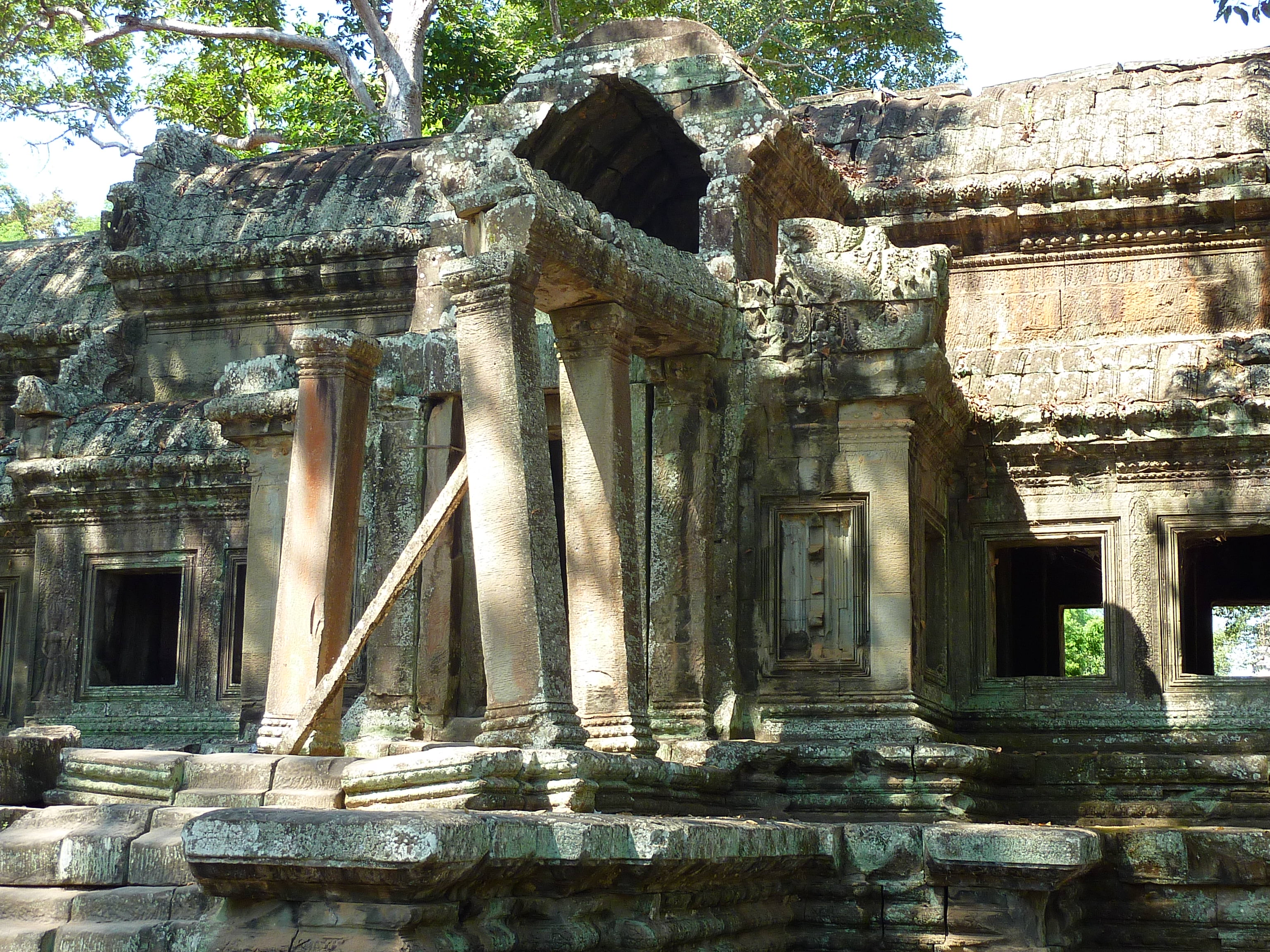
Mudanças climáticas acentuadas e chuvas intensas causam a desestabilização de estruturas construídas. Detalhe do templo de Angkor Wat, Patrimônio Mundial.

Os impactos do aquecimento sobre o patrimônio histórico e cultural devem gerar um grande empobrecimento da cultura e da memória coletiva em todas as sociedades do mundo. O patrimônio é parte da identidade e da história das sociedades e está fundamentalmente ligado às culturas contemporâneas como as conhecemos. A UNESCO e outros organismos já reconheceram a gravidade do problema e apontam que o vasto acervo de arte, edifícios, tradições e monumentos acumulado pela humanidade está em grave risco, já tendo sofrido grandes danos. Esses danos nem sempre são reversíveis, e de qualquer modo já é amplamente sabido que a prevenção custa muito menos do que o restauro depois dos estragos terem ocorrido.
As perdas, que já foram muitas, devem progredir se as causas do aquecimento não forem combatidas com rapidez e em profundidade. Alguns casos concretos servem de exemplo: a intensa onda de calor que afetou a Europa em 2007 não apenas causou danos em vários monumentos mas virtualmente paralisou todos os trabalhos de conservação. No mesmo ano a mudança no padrão dos ventos na Irlanda resultou em impactos patrimoniais antes desconhecidos nesta região e dificultou o trabalho de pesquisa e conservação. Chuvas torrenciais em anos recentes em cidades históricas como Ouro Preto, Goiás Velho e São Luiz do Paraitinga causaram desabamentos de edifícios centenários e danos em larga escala. Além disso, a desinformação especificamente na área patrimonial, mesmo entre especialistas, é muito maior do que em outros setores afetados pelo aquecimento. Juntando a isso a vastidão do acervo mundial e a escassez crônica de recursos destinados a ele, o ICOMOS reconheceu que a humanidade enfrenta o difícil dilema de escolher o que vai ser preservado e o que vai ser abandonado à própria sorte:
“A herança das mudanças climáticas globais é uma herança de perda, e a significância desta perda deve ser enfatizada. A interpretação das mudanças climáticas globais deve enfatizar tanto o contínuo impacto do clima sobre a cultura humana como as mudanças que ocorrem hoje. Prioridades claras devem ser estabelecidas na determinação de quais sítios serão salvos. A eficiência na conservação pode ser aumentada através da cooperação multidisciplinar. Tanto a técnica como as relevâncias locais devem ser consideradas quando estabelecermos prioridades de conservação”.